# Đường tỉnh 114
Đường tỉnh 114 hay tỉnh lộ 114, viết tắt ĐT114 hay TL114 là đường tỉnh ở huyện Phù Yên, tỉnh Sơn La, Việt Nam.

## Lộ trình
Một phần Đường tỉnh 114 (Quốc lộ 37 – Huy Thượng – Tân Lang) nối Quốc lộ 37 ở thị trấn Phù Yên đi các xã Quang Huy, Huy Tân, Huy Thượng và kết thúc tại Đường tỉnh 114, Ngã ba Đèo Dệt (Ngã ba Tân Lang), xã Tân Lang.
Năm 2007, Đường tỉnh 114 (Tân Lang – Huy Hạ) có chiều dài 70 km.
Năm 2015, Đường tỉnh 114 (Tân Lang – Huy Hạ) có chiều dài là 70 km. Điểm đầu tại Km 15, Quốc lộ 32B thuộc xã Tân Lang, huyện Phù Yên. Điểm cuối tại Km 382, Quốc lộ 37 thuộc xã Huy Hạ, huyện Phù Yên.
Năm 2017, Đường tỉnh 114 (Tân Lang – Huy Hạ) có chiều dài là 83 km. Điểm đầu tại Km 14+900, Quốc lộ 32B thuộc xã Tân Lang, huyện Phù Yên. Điểm cuối tại Km 382+960, Quốc lộ 37 thuộc xã Huy Hạ, huyện Phù Yên.
Năm 2021, Đường tỉnh 114 (Tân Lang – Huy Hạ) có điều chỉnh giảm 7,4 km như sau:
- Giảm tuyến Tân Lang – Huy Hạ dài 6,8 km theo dự án hoàn thành và Ban QLDA ĐTXD các công trình giao thông đã bàn giao tài sản hạ tầng giao thông đường bộ cho Sở GTVT tháng 3/2020.
- Giảm tuyến Mường Bang – Đông Nghê dài 0,6 km theo dự án hoàn thành và UBND huyện Phù Yên đã bàn giao tài sản hạ tầng giao thông đường bộ cho Sở GTVT năm tháng 5/2019.

Sau khi điều chỉnh Đường tỉnh 114 (Tân Lang – Huy Hạ) còn lại 75,6 km. Điểm đầu tại Km 14+900, Quốc lộ 32B thuộc xã Tân Lang, Phù Yên. Điểm cuối tại Km 382+960, Quốc lộ 37 thuộc xã Huy Hạ, Phù Yên.